# Eduard Jakob Weinmann
Eduard Jakob Weinmann (25. září 1852 Velká Dobrá u Kladna – 6. října 1928 Ústí nad Labem) byl židovský obchodník, podnikatel a donátor v Ústí nad Labem.

## Životopis
Narodil se v chudé rodině drobného židovského obchodníka ve Velké Dobré u Kladna. Studoval na nižší reálce a obchodní akademii v Praze. Po ukončení studií nastoupil do zaměstnání v Pražské bance. V roce 1874 by vyslán Pražskou bankou do Ústí nad Labem, kde měl vést velkoobchod s uhlím. Na doporučení Pražské banky zaměstnal jako obchodního cestujícího Ignaze Petschka, později jeho konkurenta. V roce 1876 Pražská banka zkrachovala. Weinmann odkoupil kancelář, nad kterou dlouhý čas bydlel, a založil vlastní firmu s názvem J. Weinmann. Firma se stala výhradním zástupcem pro prodej uhlí z Uhelných závodů v Lomu u Mostu, Duchcovsko-podmokelské dráhy, Západočeského báňského akciového spolku, Těžařství Eleonora v Ledvicích a Grohmannových uhelných dolů v Jezeří. Kapitálově se účastnil na těžbě uhlí v dolech severočeské uhelné pánve, sokolovské pánve, v dolech na černé uhlí v okolí Plzně a Kutné Hory. Jeho aktivity zasahovaly i do správních rad jako v Čenkovských železárnách nebo v chemických závodech GEHE v Ústí nad Labem.
Po skončení první světové války československý stát založil obchodní společnost Ústřední prodejnu uhlí, která zabezpečovala prodej uhlí ze státních dolů. Weinmannovo výhradní právo prodeje uhlí ze státních dolů bylo oslabeno. Proto své aktivity zaměřil na dopravu uhlí po Labi. Získal podíly v Sasko-české paroplavební společnosti, která přepravovala hnědé uhlí. Na Labi vybudoval uhelné překladiště, které zabezpečilo export uhlí i do zahraničí. Další aktivity byly zaměřeny přes bankovní spojení na důlní společnosti. Tak například jeho bratr Hans Weinmann byl ve správní radě České banky Union a jeho syn Fritz ve správní radě eskomptní banky.
Poslední rok svého života se uchýlil do ústraní, zemřel 6. října 1928. Pohřeb se konal 8. října ve tři hodiny odpoledne za účasti jak domácích tak i zahraničních hostů.

## Rodina
V roce 1881 se oženil v Praze s Luisou Lewinskou (1859–1936) z Dobříše. Z jejich svazku vzešlo 5 dětí, které se narodily v Ústí nad Labem.
- Edmund Weinmann (1881–1937)[6] – oženil se s Josefínou Taussig (1885–1974), měli spolu syny Hanse, Paula a Ericha[7]
- Fritz (Fridrich) Weinmann (1883–1952) – oženil se s Ellou Steiner (1892–1934), po emigraci do USA žili v New Yorku[8]
- Hans Weinmann (1885–1960)
- Hermína Stiassni (1888–1962) – provdala se za Alfreda Stiassniho (1883–1961), měli sporu dceru Susanne Martin, po emigraci do USA žili v Los Angeles v Kalifornii[9]
- Gertrud Weininger (1892–1985) – provdala se za Victora Kahlera do rodiny cukrovarníků,[6] podruhé se provdala za Richarda Weiningera[10]

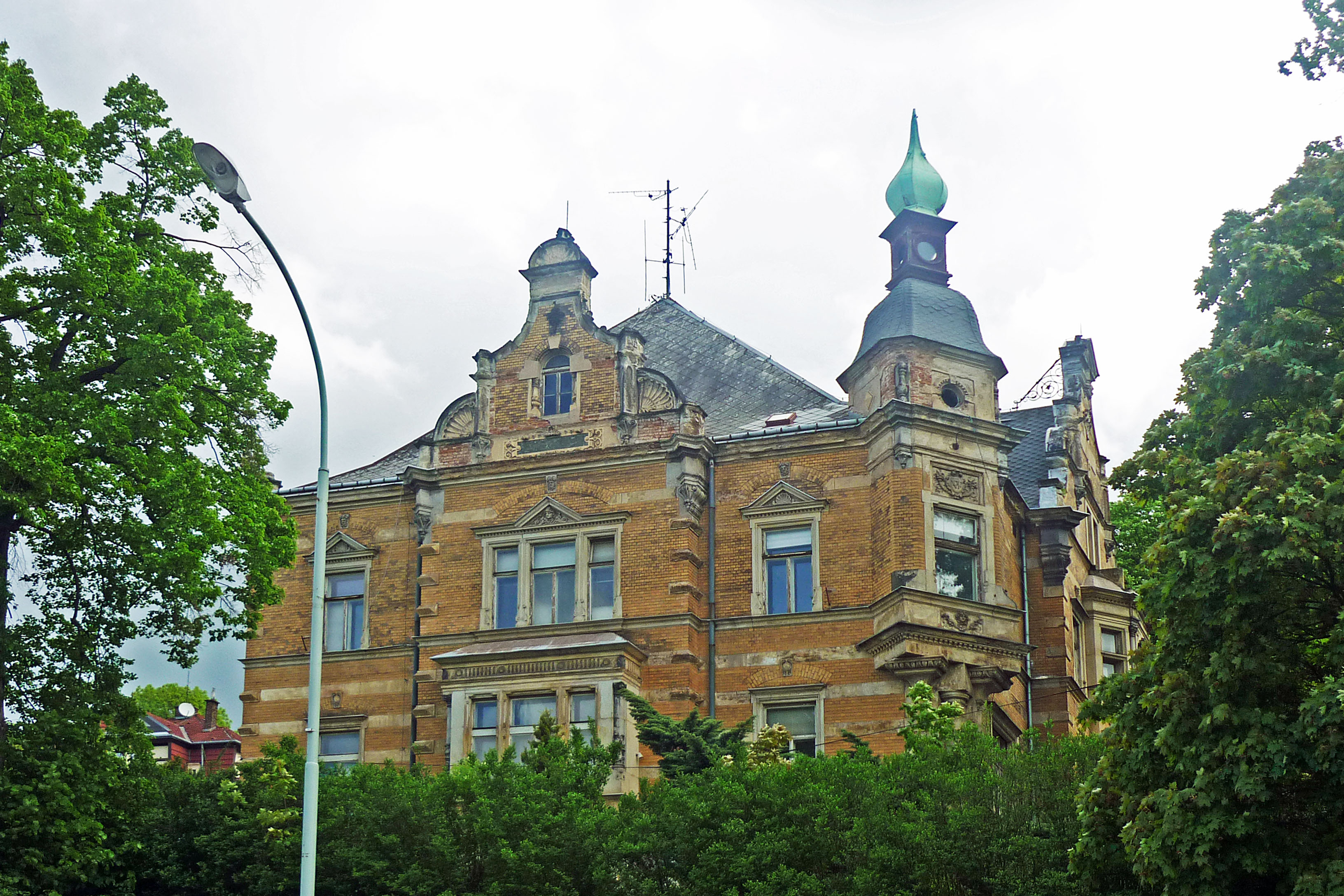
Vila rodiny Jakoba Weinmanna.

Jakob Weinmann bydlel s rodinou v Ústí nad Labem (nyní Winstona Churchilla 8) ve vile, kterou v historizujícím slohu navrhli a postavili rakouští architekti Hans Miksch a Julian Niedzielski (firma Miksch & Niedzelski). Vila byla postavena v letech 1894–1895, měla 18 pokojů, dva kabinety a dvě kuchyně. Malířské práce provedl vídeňský dekoratér a malíř Adolf Falkenstein. Po smrti Jakoba Weinmanna bydlel ve vile jeho syn Fritz, který v roce 1928 nechal vilu přestavět podle projektu architekta Paula Brockhardta. Vila byla za války využívána německou státní tajnou policií. Po druhé světové válce byl využíván Sborem státní bezpečnosti, Krajským úřadem. V období 1976–1984 zde byla politická škola, pak jako Dům dětí a mládeže. V současné době patří soukromé firmě AEC Novák.
Weinmannovy děti v červnu 1938 emigrovaly přes Londýn do USA. Průmyslový majetek Jakoba Weinmanna a jeho dětí odkoupila pod cenou Živnostenská banka.

## Stavby
Ze získaného bohatství se svou ženou věnovali nemalé částky na výstavbu sociálních, zdravotních a kulturních staveb.
- Ústecký léčebný ústav plicních chorob financoval od roku 1912 do roku 1920. Sanatorium bylo původně určeno pro muže vracející se z války a měli nemocné plíce. V roce 1924 nechal postavit druhé patro pro ženy. V roce 1927 od Weinmanna obdržel ústav dar ve výši 50 000 korun[13]
- Městský sirotčinec a nalezinec byl otevřen v roce 1889, pro nedostačující kapacitu prostor, nechal postavit na své náklady ještě jednu budovu, která byla určena jako azyl pro děti od 3 do 14 let.[2] V roce 1927 sirotčinec obdržel od Weinmanna dar ve výši 100 000 korun.
- Domov pro šestinedělky (nyní Štefánikova ulice) založen po první světové válce Luisou Weinmannovou, v roce 1924 na její náklady byl domov rozšířen.[13][2]
- Slepecká škola u Střížovského lesa (společně s I. Petschkem). V roce 1927 od Weinmanna obdržela dar ve výši 25 000 korun.[2]
- Knihovna 1908 otevřena dne 6. října 1912. Náklady v celkové výši 500 000 Kč byly uhrazeny Weinmannem.[1]
- Ústav pro chlapce ve věku 7–14 let v Krásném Březně jejichž rodiče byli zaměstnáni.[2]

V roce 1904 zřídil nadaci na školní účely a věnoval školám 250 000 korun. V roce 1888 byla otevřena lidová jídelna, kterou podporovala Luisa Weinmannová jak penězi, tak topivem. Jakob Weinmann byl mezi podporovateli uměleckého spolku Prager Secession.